# نيكولاوس مولر
نيكولاوس مولر (بالألمانية: Nikolaus Müller) (و. 1857 – 1913 م) هو مؤرخ المسيحية، وعالم آثار، وعالم عقيدة، وأستاذ جامعي، من ألمانيا، توفي في برلين، عن عمر يناهز 56 عاماً.

## مناصب وهيئات
أدار جامعة هومبولت في برلين.